# Debre Marqos
Debre Marqos   este un oraș  în  partea de centru a  Etiopiei,  în statul  Amhara.